# 河南省实验中学
河南省实验中学是一所完全中学，是省委教育工委 省教育厅直属的完全中学，河南省首批示范性高中。学校创建于1957年，原名郑州师专附中，后为郑州师院附中、郑州大学附中、郑州四十中，1979年正式定名为河南省实验中学。学校占地150亩，建筑面积10万平方米，绿化面积达5万多平方米。2008年有在校生1万余名，教职工队伍逾千人。位列2015中国高中百强榜第90位，以及2016年中国内地高中美国留学排行榜第47位。

## 国际部

### 中加班
由河南省教育厅与加拿大新斯科舍省教育部共同合作，学生注册中、加两国高中学籍，学习两国高中课程。加方课程由加拿大新斯科舍省教育部选派注册教师授课，中方课程由河南省实验中学高中教师授课，学生毕业获两国文凭。学生凭加方成绩，可直接申请加拿大或其他英语国家的大学。

### 中日班
学生学习两门外语，日语为第一外语，英语为第二外语。在学习中国高中课程同时学习日本留学考试相关课程。毕业生凭日语成绩赴日本的语言学校继续学习日语后考入日本的大学，也可毕业后直接考日本的大学。

## 校友
- 施一公，1985年高中毕业[5]
- 释小龙
- 海霞
- 孔令新

## 竞赛奖项
国际竞赛获奖记录
- 1986年 方为民 国际数学奥林匹克竞赛金牌
- 2004年 岳衎   国际化学奥林匹克竞赛金牌
- 2007年 杨纪元 国际生物学奥林匹克竞赛银牌
- 2011年 姚博文 国际数学奥林匹克竞赛金牌
- 2015年 李浩川 亚洲物理奥林匹克竞赛金牌

全国竞赛获奖记录
- 2009 郭家宝 全国信息学奥林匹克竞赛金牌
- 2011 田博 全国信息学奥林匹克竞赛金牌
- 2014 宋姜沛坤，李浩川 全国物理奥林匹克竞赛金牌
- 2014 李泽超 全国数学奥林匹克竞赛金牌
- 2015 王梦迪 全国信息学奥林匹克竞赛金牌
- 2015 熊泽都 全国数学奥林匹克竞赛金牌
- 2018 胡景源 全国数学奥林匹克竞赛金牌

## 学校地址
- 校本部：河南省郑州市金水区文化路60号（后门：农科路与文博西路交叉口）
- 文博学校：河南省郑州市金水区农业路10号（农业路与文化路交叉口向东500米）
- 英才学校： 郑州市英才街与香山路交叉口
- 思达小学： 郑州市金水区博颂路55号